# Adolphia californica
Adolphia californica är en brakvedsväxtart som beskrevs av S. Wats.. Adolphia californica ingår i släktet Adolphia och familjen brakvedsväxter. Inga underarter finns listade i Catalogue of Life.